# Schweigen-Rechtenbach
Schweigen-Rechtenbach – miejscowość i gmina w Niemczech, w kraju związkowym Nadrenia-Palatynat, w powiecie Südliche Weinstraße, wchodzi w skład gminy związkowej Bad Bergzabern.
Brama Deutsches Weintor w miejscowości stanowi początek trasy turystycznej Deutsche Weinstraße.